# 安德烈斯·德·圣克鲁斯
安德烈斯·德·圣克鲁斯-卡劳马纳（法語：Andrés de Santa Cruz y Calaumana，西班牙語發音：[anˈdɾes ðe ˈsanta ˈkɾuθ] ⓘ；1792年12月5日—1865年9月25日），南美军事领袖。秘鲁和玻利维亚总统。1824年曾随何塞·德·圣马丁参加胡宁战役和阿亚库乔战役。

## 生平

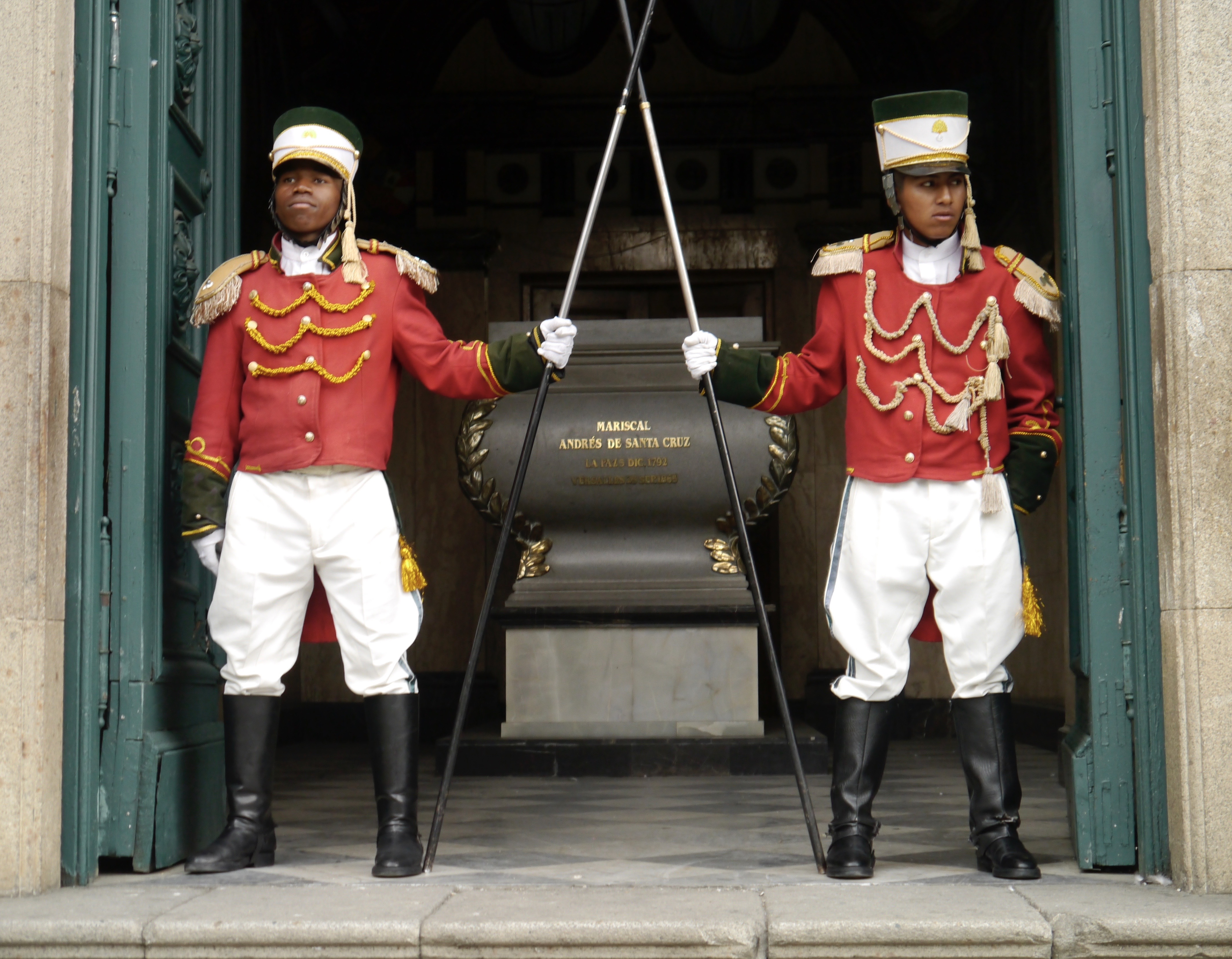
安德烈斯·德·圣克鲁斯的陵寢

1826年至1827年間獲任秘鲁总统。1828年8月，玻利维亚议会選舉其为玻利维亚总统，翌年就任。克魯斯整顿玻利維亞财政、鼓励外资並促进國內制造业和农牧业的发展。
1831年，克魯斯制定新宪法，废除总统终身制，确立“三权分立”的政治制度在玻利維亞實施，並相繼開設各种立法委员会，先后制订玻利維亞民法、刑法、诉讼法、贸易法、矿业法等相關國家法规，同時也成立高等院校和公共图书馆等文化教育設施，對於治國頗有建樹。最後，克魯斯迫使玻利维亚与秘鲁结盟，於1836年成立“秘鲁-玻利维亚联邦”，自任联邦的“保护者”，但招致国内外反彈。同年11月，智利向克魯斯的联邦宣战。1839年1月20日，联邦军被智利打败，联邦瓦解，克鲁斯遂出逃流亡。
1865年，克魯斯病死在法国圣纳泽尔。
1965年，玻利維亞政府為紀念克魯斯逝世百年，將克魯斯的遺體從法國遷葬回國，並在一個莊嚴的儀式下安葬於總統府旁的拉巴斯大教堂。
| 前任： 西蒙·玻利瓦尔           | 秘鲁总统 1826年—1827年                    | 繼任： 何塞·拉马尔             |
| 前任： 何塞·米格尔·德·贝拉斯科 | 玻利维亚总统 1829年—1839年                | 繼任： 何塞·米格尔·德·贝拉斯科 |
| 前任： 联邦成立                | 秘鲁-玻利维亚联邦最高保护者 1836年—1839年 | 繼任： 联邦解散                |